# Yasushi Takahashi
Yasushi Takahashi (jap. 高橋 康, Takahashi Yasushi; * 12. Dezember 1924 in Ōsaka; † 12. Februar 2013 in Edmonton, Kanada) war ein japanischer theoretischer Physiker. Er ist für die Ward-Takahashi-Identitäten bekannt (zusätzlich nach John Clive Ward benannt).
Takahashi machte 1951 seinen Bachelorabschluss in Physik an der Universität Nagoya und ging dann mit einem Fulbright-Stipendium an die University of Rochester. 1954 wurde er promoviert. Als Post-Doktorand war er 1954/55 Fellow des National Research Council of Canada, 1955 bis 1957 an der Iowa State University und 1957 am Dublin Institute for Advanced Studies, wo er 1958 Associate Professor und 1960 Professor wurde. Seit 1968 war er Professor an der University of Alberta in Edmonton. 1969 bis 1985 war er dort Direktor des Instituts für Theoretische Physik.
Er war 1971 und mehrmals später Gastprofessor am Dublin Institute for Advanced Study.
Er war Fellow der Royal Society of Canada, Mitglied der Royal Irish Academy und Fellow der American Physical Society.
Seine Frau Betty lernte er in Irland kennen und hatte mit ihr zwei Söhne. In seiner Freizeit schrieb er Kurzgeschichten, tischlerte und hörte klassische Musik.

## Schriften
- An introduction to field quantization, Pergamon Press, Oxford 1968.
- On the generalized Ward identity, Nuovo Cimento, Band 6, 1957, S. 371.